# Трофей Манкомунадо
Мадридский футбольный чемпионат (также известный как Campeonato Centro и Trofeos Mancomunados с 1931 года) — ныне не проводящийся футбольный турнир в Мадриде, наиболее важное соревнование для клубов испанской столицы в первой половине XX века. Проводился под эгидой Мадридской федерации футбола, которая была основана в 1903 году.
В 1913 году, после нескольких лет паузы, турнир был возрождён и к соревнованиям присоединились клубы из других провинций (Авила, Сьюдад-Реаль, Куэнка, Гвадалахара, Сеговия и Толедо).
Турнир в целом проводился с 1902 по 1940 год, после чего, во время диктатуры Франко, был отменён. Победитель представлял Мадрид в Кубке Испании.

## Чемпионы
- Реал Мадрид: 23
  - 1903-04, 1904-05, 1905-06, 1906-07, 1907-08, 1912-13, 1915-16, 1916-17, 1917-18, 1919-20, 1921-22, 1922-23, 1923-24, 1925-26, 1926-27, 1928-29, 1929-30, 1930-31, 1931-32, 1932-33, 1933-34, 1934-35, 1935-36.

- Атлетико Мадрид : 4
  - 1920-21, 1924-25, 1927-28, 1939-40.

- Реал Сосьедад Гимнастик : 3
  - 1910-11, 1911-12, 1913-14.

- Эспаньол Мадрид : 2
  - 1903-04, 1908-09.

- Расинг Мадрид : 2
  - 1914-15, 1918-19.

- Модерно : 1
  - 1902-03.